# 冠啄果鸟属
冠啄果鸟属（学名：Paramythia），是雀形目冠啄果鸟科下的一个属。属下共有2种，它们都是新几内亚的特有种。西冠啄果鸟（Paramythia olivacea）曾被认为是冠啄果鸟（Paramythia montium）的一个亚种，直至2016年国际鸟盟和世界自然保护联盟将它们独立成种。

## 种
- 冠啄果鸟（P. montium） -  无危(IUCN 3.1)[3]
- 西冠啄果鸟（P. olivacea） -  无危(IUCN 3.1)[2]